# Listă de comune din raionul Ocnița
Această listă conține comunele din raionul Ocnița, Republica Moldova, cu satele din componența lor. Celulele gri indică localitățile consemnate ca „sat (comună)” în Legea privind organizarea administrativ-teritorială a Republicii Moldova.
| Comuna           | Satul de reședință | Sate componente  |
| ---------------- | ------------------ | ---------------- |
| Bîrlădeni        | Bîrlădeni          | Bîrlădeni        |
| Bîrlădeni        | Bîrlădeni          | Paladea          |
| Bîrlădeni        | Bîrlădeni          | Rujnița          |
| —                | —                  | Bîrnova          |
| Calarașovca      | Călărașeuca        | Berezovca        |
| Calarașovca      | Călărașeuca        | Călărașeuca      |
| —                | —                  | Clocușna         |
| Corestăuți       | Corestăuți         | Corestăuți       |
| Corestăuți       | Corestăuți         | Stălinești       |
| Dîngeni          | Dîngeni            | Dîngeni          |
| Dîngeni          | Dîngeni            | Grinăuți         |
| —                | —                  | Gîrbova          |
| Grinăuți-Moldova | Grinăuți-Moldova   | Grinăuți-Moldova |
| Grinăuți-Moldova | Grinăuți-Moldova   | Grinăuți-Raia    |
| Grinăuți-Moldova | Grinăuți-Moldova   | Rediul Mare      |
| —                | —                  | Hădărăuți        |
| Lencăuți         | Lencăuți           | Lencăuți         |
| Lencăuți         | Lencăuți           | Verejeni         |
| Lipnic           | Lipnic             | Lipnic           |
| Lipnic           | Lipnic             | Paustova         |
| —                | —                  | Mereșeuca        |
| Mihălășeni       | Mihălășeni         | Grinăuți         |
| Mihălășeni       | Mihălășeni         | Mihălășeni       |
| —                | —                  | Naslavcea        |
| Ocnița           | Ocnița             | Maiovca          |
| Ocnița           | Ocnița             | Ocnița           |
| —                | —                  | Sauca            |
| —                | —                  | Unguri           |
| Vălcineț         | Vălcineț           | Codreni          |
| Vălcineț         | Vălcineț           | Vălcineț         |